# جايسون هيل
جايسون هيل (بالإنجليزية: Jason Hill)‏ هو لاعب كرة قدم أمريكية أمريكي، ولد في 20 فبراير 1985 في سان فرانسيسكو في الولايات المتحدة.

## وصلات خارجية
- جايسون هيل على موقع مرجع كرة القدم المحترفة.كوم (الإنجليزية)